# Sandy Martin (homme politique)
Alexander Gordon Martin (né le 2 mai 1957) est un homme politique britannique qui est député pour Ipswich de 2017 à 2019. Membre du Parti travailliste, il est élu aux élections générales de 2017, battant le sortant conservateur Ben Gummer. Le 25 octobre 2018, il devient ministre fantôme des Déchets et du Recyclage. Il perd son siège aux élections générales de 2019 .
En mai 2021, Martin est élu au conseil du comté de Suffolk comme conseiller travailliste.

## Jeunesse
Martin est né le 2 mai 1957  et est le fils de l'acteur écossais Trevor Martin ,. Martin chante comme choriste dans la Cathédrale de Winchester de l'âge de 8 à 13 ans. Après le divorce de ses parents, Martin déménage avec sa mère et ses frères et sœurs à Halesworth dans le Suffolk en 1971. Il travaille au National Peace Council à Londres de 1983 à 1987, puis au National Trust à Dunwich Heath de 1989 à 1992. Martin déménage à Ipswich pour vivre avec son partenaire en 1993 et travaille au Centre de ressources communautaires d'Ipswich de 1994 à 1996. En 1995, il est coordinateur des Ipswich Friends of the Earth, qu'il quitte en 1997 après son élection au conseil du comté de Suffolk.

## Début de carrière politique
Après avoir siégé au conseil municipal de Halesworth, il est candidat aux élections au conseil de district de Waveney et au conseil d'arrondissement d'Ipswich, Martin est élu conseiller de la division St John's à Ipswich au conseil du comté de Suffolk en 1997. En tant que président de la stratégie commune de gestion des déchets municipaux du Suffolk, Martin introduit un système de collecte à trois bacs dans la majeure partie du Suffolk, faisant passer le taux de recyclage dans le comté d'environ 14,5 % à environ 45 % entre 2001 et 2004.
Martin dirige le groupe travailliste dans le comté de 2009 à 2017. Il siège au conseil d'arrondissement d'Ipswich de 2002 à 2014 ; à ce titre, il met en place un système de ramassage des poubelles plus efficace, milite avec succès pour les pistes cyclables du centre-ville et dirige l'installation de panneaux solaires sur les toits des centres sportifs. Il démissionne de son poste de conseiller d'arrondissement en 2014 pour se concentrer sur ses fonctions de chef du groupe du travail du conseil de comté, et démissionne de son poste de conseiller de comté le 20 juillet 2017 après avoir été élu au Parlement .
Lors des Élections européennes de 2014 au Royaume-Uni, Martin est candidat pour la Circonscription d'Angleterre de l'Est. Il est troisième sur la liste, mais seul le sortant, Richard Howitt, est élu.

## Carrière parlementaire
Martin est élu député pour Ipswich en 2017, battant le député conservateur sortant Ben Gummer, qui a aidé à écrire le manifeste du parti . En tant que député, Martin est membre du comité spécial de l'administration publique et des affaires constitutionnelles  et du comité spécial de l'environnement, de l'alimentation et des affaires rurales. Le 25 octobre 2018, il devient ministre fantôme des Déchets et du Recyclage .
Il est membre de LGBT Labour , Labour Friends of Israel  et de Labour Friends of Palestine & The Middle East. Il soutient la représentation proportionnelle et est président de la Campagne du travail pour la réforme électorale. Martin se décrit politiquement comme un socialiste démocrate et un écologiste.
Martin perd son siège en 2019, au profit de  Tom Hunt du Parti conservateur.

## Après le Parlement
Dans le discours de concession de Martin après avoir perdu son siège au Parlement, il déclare "Il est très peu probable que je me présente à nouveau pour un poste électif". Cependant, aux élections locales de 2021, il se présente avec succès dans le quartier de Rushmere (basé autour de la région de ce nom et une partie de son ancienne circonscription) au conseil du comté de Suffolk. Martin l'emporte sur son adversaire conservateur par seulement 35 voix, et est ainsi revenu au conseil dont il est membre jusqu'en 2017. Il est élu conseiller travailliste .

## Vie privée
Martin est homosexuel et vit avec son partenaire civil depuis plus de 25 ans .